# Таряник, Григорий Аверьянович
Григорий Аверьянович Таряник (3 января 1913, Екатеринослав — 14 сентября 1979, Москва) — военный комиссар эскадрильи 260-го ближнебомбардировочного авиационного полка Северо-Западного фронта, батальонный комиссар. Герой Советского Союза.

## Биография
Родился 3 января 1913 года в городе Екатеринослав в семье рабочего. Украинец. В 1933 году окончил металлургический рабфак. Работал вальцовщиком на заводе имени Коминтерна в Днепропетровске.
В Красной Армии с 1933 года. В 1936 году окончил Сталинградскую военную авиационную школу лётчиков, в 1939 году — курсы комиссаров-лётчиков. Служил в строевых частях ВВС. 
В 1939 году принимал участие во вступлении советских войск на территорию Западной Украины и Белоруссии. Участник советско-финской войны 1939—1940 годов.
Участник Великой Отечественной войны с июня 1941 года. К декабрю 1941 года батальонный комиссар Таряник Г. А. совершил более 50-и боевых вылетов. Звание Героя Советского Союза с вручением ордена Ленина и медали «Золотая Звезда» Тарянику Григорию Аверьяновичу присвоено Указом Президиума Верховного Совета СССР от 16 января 1942 года за мужество и героизм, проявленные в боях с немецко-фашистскими захватчиками. В 1944 году Г. А. Таряник окончил Курсы усовершенствования офицерского состава при Военно-воздушной академии. 
После войны продолжал службу в ВВС СССР. С июля 1945 года командовал 4-й гвардейской бомбардировочной авиационной Борисовской Краснознамённой дивизией. С 1960 года полковник Таряник Г. А. — в запасе. Работал в аэропорту Домодедово.
Жил в Москве. Умер 14 сентября 1979 года. Похоронен в Москве, на Химкинском кладбище.
Награждён орденом Ленина, тремя орденами Красного Знамени, орденами Отечественной войны 1-й степени, Красной Звезды, медалями.